# Murad Ali
Murad Ali (ur. w marcu 1954) – pakistański urzędnik i dyplomata.
Pełnił funkcję dyrektora (1997-1999) i dyrektora generalnego Foreign Service of Pakistan (2005-2007).
Był pracownikiem placówek dyplomatycznych w Trypolisie (1983-1986), Seulu (1988-1991), Abu Zabi (1991-1993), Los Angeles (1993-1996), Bagdadzie (1999-2002) i Londynie (2002-2005). W sierpniu 2007 został mianowany ambasadorem w Republice Korei. Funkcję tę pełnił do lipca 2010. Od 2010 jest ambasadorem w Polsce.